# Mortes em julho de 2013
Mortes em 2013: ← Janeiro – Fevereiro – Março – Abril – Maio – Junho – Julho – Agosto – Setembro – Outubro – Novembro – Dezembro →
Esta é uma relação de pessoas notáveis que morreram durante o mês de julho de 2013, listando nome, nacionalidade, ocupação e ano de nascimento.

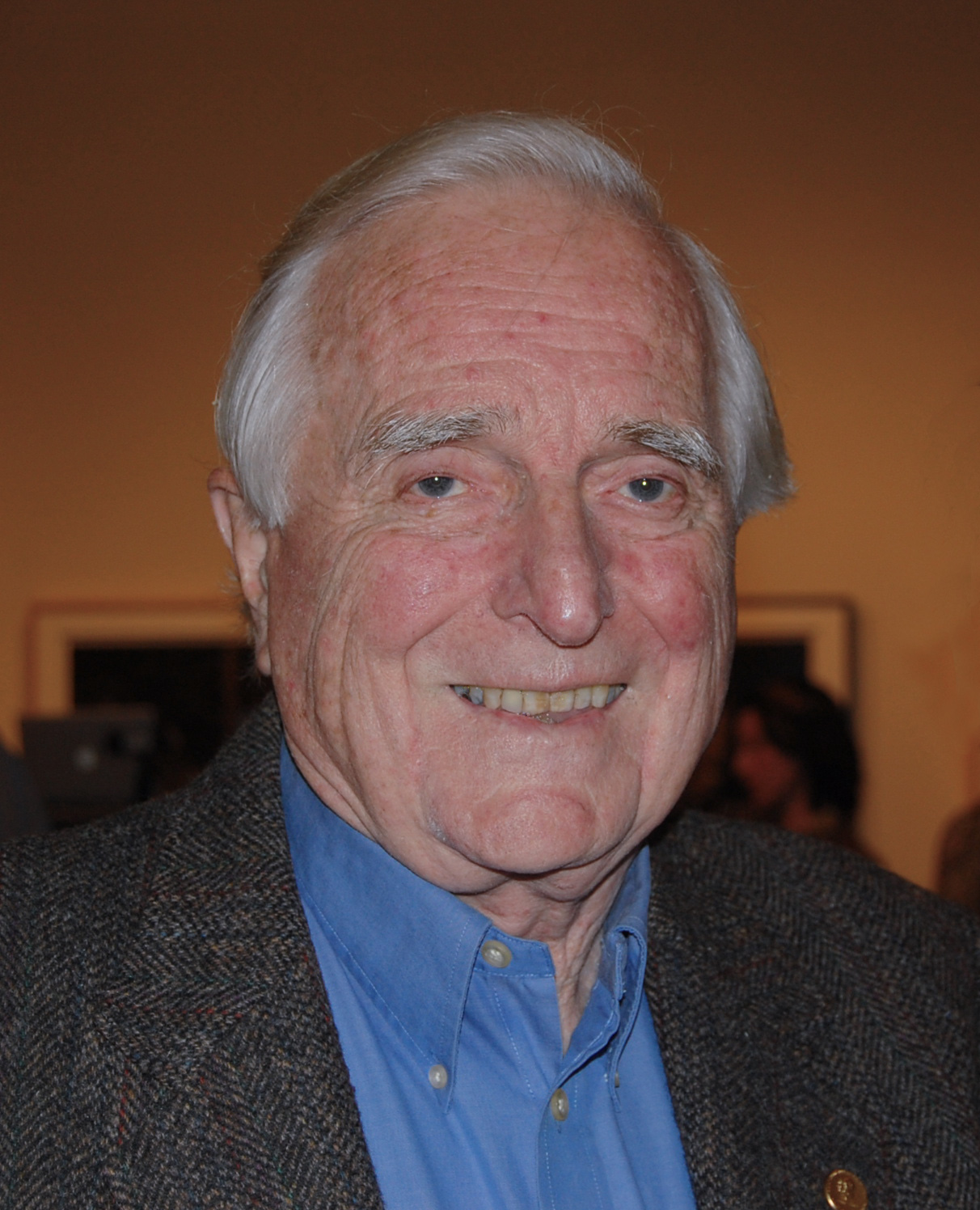
Douglas Engelbart, engenheiro e inventor estadunidense

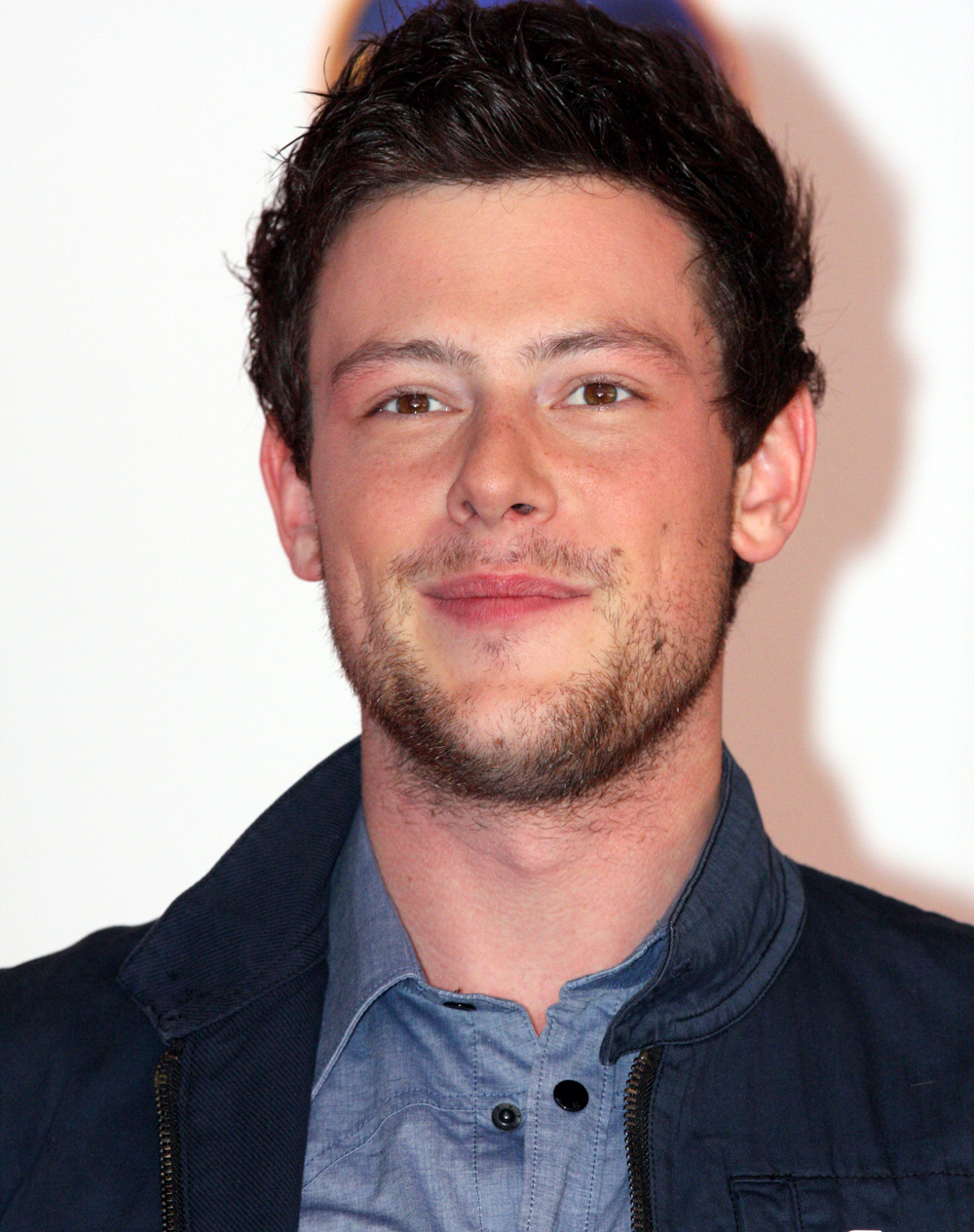
Cory Monteith, ator canadense

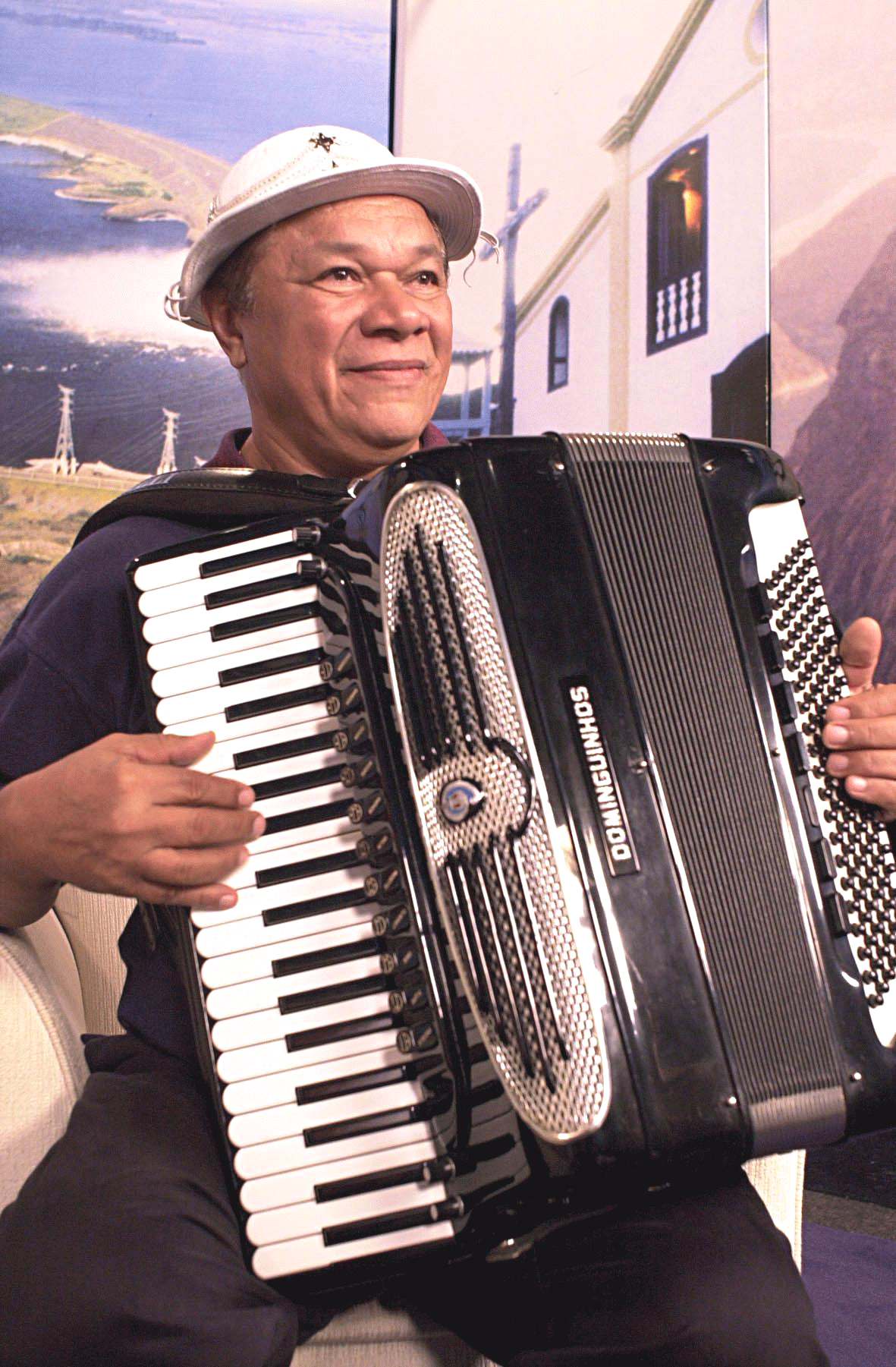
Dominguinhos, músico brasileiro

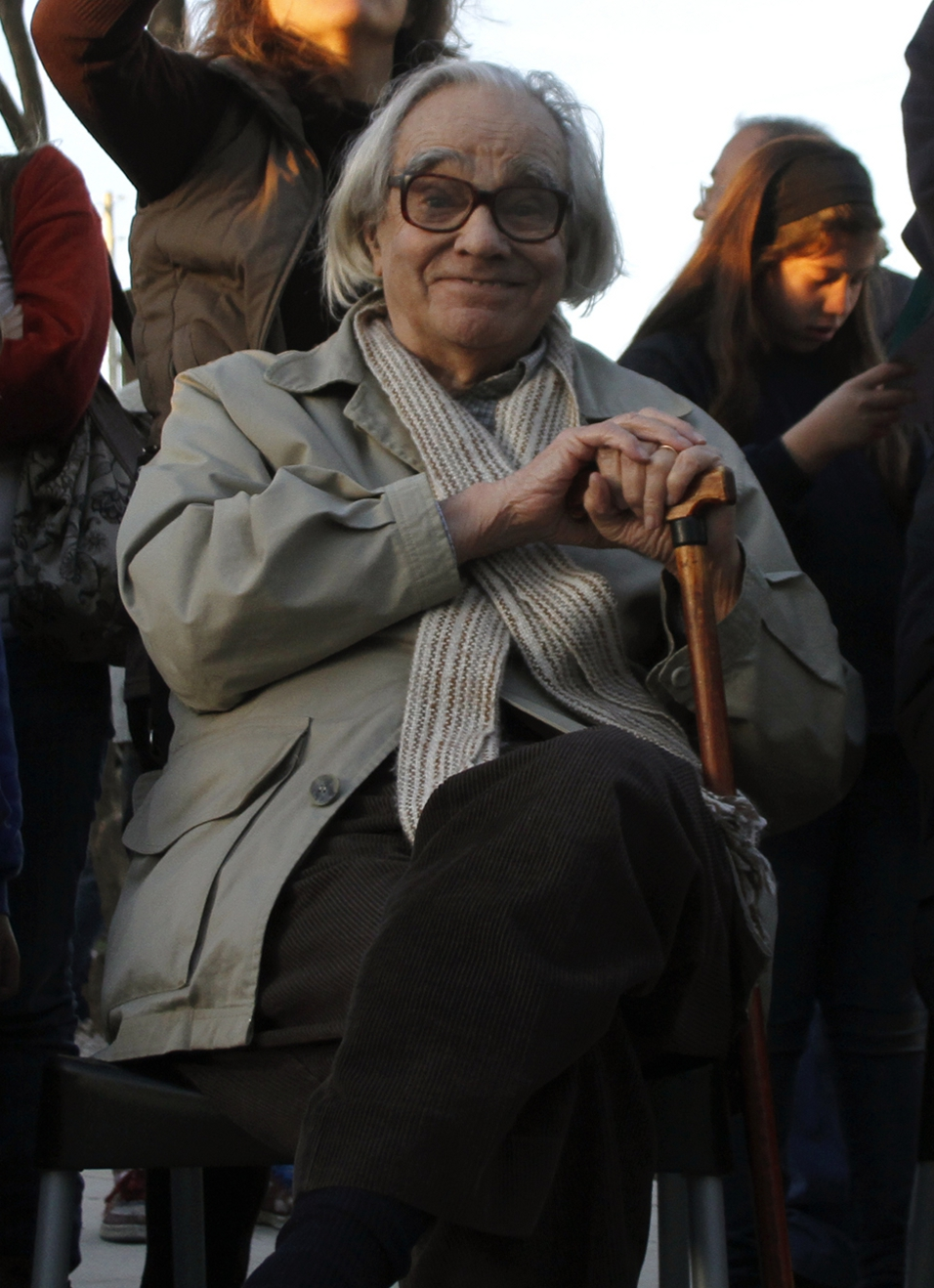
León Ferrari, artista plástico argentino

| Dia | Nome                      | Profissão ou motivo de reconhecimento | País de nascimento       | Ano de nasc. | Ref    |
| --- | ------------------------- | ------------------------------------- | ------------------------ | ------------ | ------ |
| 1   | Ján Zlocha                | Futebolista                           | Checoslováquia           | 1942         | [ 1 ]  |
| 1   | Paul Jenkins              | Ator                                  | Estados Unidos           | 1939         | [ 2 ]  |
| 1   | Felipe Wagner             | Ator                                  | França                   | 1930         | [ 3 ]  |
| 2   | Douglas Engelbart         | Engenheiro e inventor                 | Estados Unidos           | 1925         | [ 4 ]  |
| 2   | Fawzia Fuad do Egito      | Nobre                                 | Egito                    | 1921         | [ 5 ]  |
| 2   | Jean Carlo                | Cantor                                | Brasil                   | 1943         | [ 6 ]  |
| 3   | Radu Vasile               | Ex-primeiro-ministro                  | Roménia                  | 1942         | [ 7 ]  |
| 4   | Bernie Nolan              | Cantora e atriz                       | Irlanda                  | 1960         | [ 8 ]  |
| 7   | MC Daleste                | Cantor                                | Brasil                   | 1992         | [ 9 ]  |
| 8   | Claudiney Rincón          | Futebolista                           | Brasil                   | 1980         | [ 10 ] |
| 8   | Sabawi Ibrahim al-Tikriti | Militar                               | Iraque                   | 1947         | [ 11 ] |
| 8   | Hermínio C. Miranda       | Pesquisador e escritor espírita       | Brasil                   | 1920         | [ 12 ] |
| 12  | Pran                      | Ator                                  | Índia                    | 1920         | [ 13 ] |
| 12  | Elaine Morgan             | Antropóloga, escritora, roteirista    | Reino Unido              | 1920         | [ 14 ] |
| 13  | Cory Monteith             | Ator                                  | Canadá                   | 1982         | [ 15 ] |
| 13  | Bana                      | Cantor                                | Cabo Verde               | 1932         | [ 16 ] |
| 14  | Vicente Arenari           | Futebolista e treinador               | Brasil                   | 1934         | [ 17 ] |
| 15  | Sebastião Vasconcelos     | Ator                                  | Brasil                   | 1927         | [ 18 ] |
| 19  | Bert Trautmann            | Futebolista e treinador               | Alemanha                 | 1923         | [ 19 ] |
| 19  | Simon Ignatius Pimenta    | Cardeal católico                      | Índia                    | 1920         | [ 20 ] |
| 20  | John Casablancas          | Agente de modelos                     | Estados Unidos           | 1941         | [ 21 ] |
| 21  | Yair Clavijo              | Futebolista                           | Peru                     | 1994         | [ 22 ] |
| 22  | Dennis Farina             | Ator                                  | Estados Unidos           | 1944         | [ 23 ] |
| 23  | Rona Anderson             | Atriz                                 | Escócia                  | 1926         | [ 24 ] |
| 23  | Emile Griffith            | Pugilista                             | Ilhas Virgens Americanas | 1938         | [ 25 ] |
| 23  | Dominguinhos              | Músico                                | Brasil                   | 1941         | [ 26 ] |
| 23  | Djalma Santos             | Futebolista                           | Brasil                   | 1929         | [ 27 ] |
| 24  | Chiwoniso Maraire         | Cantora                               | Estados Unidos/ Zimbabwe | 1976         | [ 28 ] |
| 24  | Virginia E. Johnson       | Psicóloga                             | Estados Unidos           | 1925         | [ 29 ] |
| 25  | Juan David Ochoa Vásquez  | Criminoso                             | Colômbia                 | 1949         | [ 30 ] |
| 25  | León Ferrari              | Artista plástico                      | Argentina                | 1920         | [ 31 ] |
| 25  | Bernadette Lafont         | Atriz                                 | França                   | 1938         | [ 32 ] |
| 25  | Duilio Marzio             | Ator                                  | Argentina                | 1923         | [ 33 ] |
| 26  | JJ Cale                   | Músico, cantor e compositor           | Estados Unidos           | 1938         | [ 34 ] |
| 28  | Ersilio Tonini            | Cardeal da Igreja Católica            | Itália                   | 1914         | [ 35 ] |
| 28  | Rita Reys                 | Cantora                               | Países Baixos            | 1924         | [ 36 ] |
| 29  | Tony Gaze                 | Piloto e aviador                      | Austrália                | 1920         | [ 37 ] |
| 29  | Christian Benítez         | Futebolista                           | Equador                  | 1986         | [ 38 ] |
| 29  | Eileen Brennan            | Atriz                                 | Estados Unidos           | 1932         | [ 39 ] |
| 30  | Antoni Ramallets          | Futebolista                           | Espanha                  | 1924         | [ 40 ] |
| 30  | Harry F. Byrd, Jr.        | Político                              | Estados Unidos           | 1914         | [ 41 ] |
| 31  | Michael Ansara            | Ator                                  | Estados Unidos           | 1922         | [ 42 ] |